# Cael Sanderson
Cael Norman Sanderson (ur. 20 czerwca 1979) – amerykański zapaśnik w stylu wolnym. Złoty medalista olimpijski z Igrzysk w Atenach 2004 w wadze do 84 kg. Wicemistrz Świata z 2003 roku i piąty w 2011. Brązowy medalista Igrzysk Panamerykańskich z 2003 roku. Drugie miejsce w Pucharze Świata w 2003. Uniwersytecki mistrz świata w 2000 roku.
Zawodnik Wasatch High School z Heber City i Iowa State University. Cztery razy wygrał mistrzostwo NCAA (1999–2002). Taki wynik osiągnęło jeszcze tylko trzech zawodników: Pat Smith, Kyle Dake i Logan Stieber. Outstanding Wrestler w 1999, 2000, 2001 i 2002 roku. Po zakończeniu kariery trener zapasów Pennsylvania State University i w klubie Penn State Nittany Lions, Pensylwania.